# Estación Arroyito
Arroyito es una estación de ferrocarril de la ciudad del mismo nombre, departamento San Justo, Provincia de Córdoba, Argentina. Actualmente funciona como sede del Correo Municipal.

## Servicios
No presta servicios de pasajeros, sólo de cargas. Sus vías corresponden al Ramal CC del Ferrocarril General Belgrano. Sus vías e instalaciones están a cargo de la empresa estatal Trenes Argentinos Cargas.